# موسیو وردو
موسیو وردو (به فرانسوی: Monsieur Verdoux) یک فیلم کمدی سیاه، به کارگردانی چارلی چاپلین با بازی چارلی چاپلین، مارتا ری، ویلیام فرالی و مرلین نش محصول سال ۱۹۴۷ است.
از این فیلم به عنوان پدر کمدی‌های سیاه و آغازگر سبکی جدید در سینما یاد می‌شود. طرح این داستان بر اساس زندگی هنری لاندرو ، قاتل سریالی معروف فرانسوی است. طرح این داستان از طرف اورسن ولز به چارلی چاپلین داده شده است.